# Bäckspik
Bäckspik (Cudoniella clavus) är en svampart. Bäckspik ingår i släktet Cudoniella och familjen Helotiaceae.  Arten är reproducerande i Sverige.

## Underarter
Arten delas in i följande underarter:
- grandis
- clavus